# Dolinský potok (přítok Obradznovského potoka)
Dolinský potok je vodní tok nacházející se ve slovenském regionu cestovního ruchu Záhoří. Protéká územím okresů Skalica a Senica. Je pravostranným přítokem Obradznovského potoka, měří 7,2 km a je tokem VI. řádu.

## Tok
Pramení v Chvojnické pahorkatině, v podcelku Unínska pahorkatina, jihovýchodně od kóty 309,5 m n. m. v lokalitě Bukovec, na území obce Unín, v nadmořské výšce přibližně 270 m n. m. Na horním toku teče jihovýchodním směrem přes lokalitu Hladové nivy a z levé strany se do něho vlévá potok Holubinka (v 223,5 m n. m.). Dále vytváří oblouk ohnutý na západ a teče jihovýchodním směrem k obci Dojč. Pak podteká silnici II. třídy č. 500, protéká obcí, nejprve směrem na jih, pak se přechodně stáčí na západ a dále opět na jih. Poté se do něj vlévá Kovalovský potok a pokračuje západním směrem. Jihozápadně od Dojče přibírá pravostranný přítok Bištavu, stáčí se směrem na jihozápad a zprava se do něho ještě vlévají dva krátké přítoky z jihovýchodního úpatí Uhliská (262,5 m n. m.). Nakonec se stáčí na jih a na okraji Borské nížiny (podsestava Myjavské nivy), východně od osady Hornovci na území obce Štefanov, ústí v nadmořské výšce cca 176 m n. m. do Obradznovského potoka.